# 黄埔港

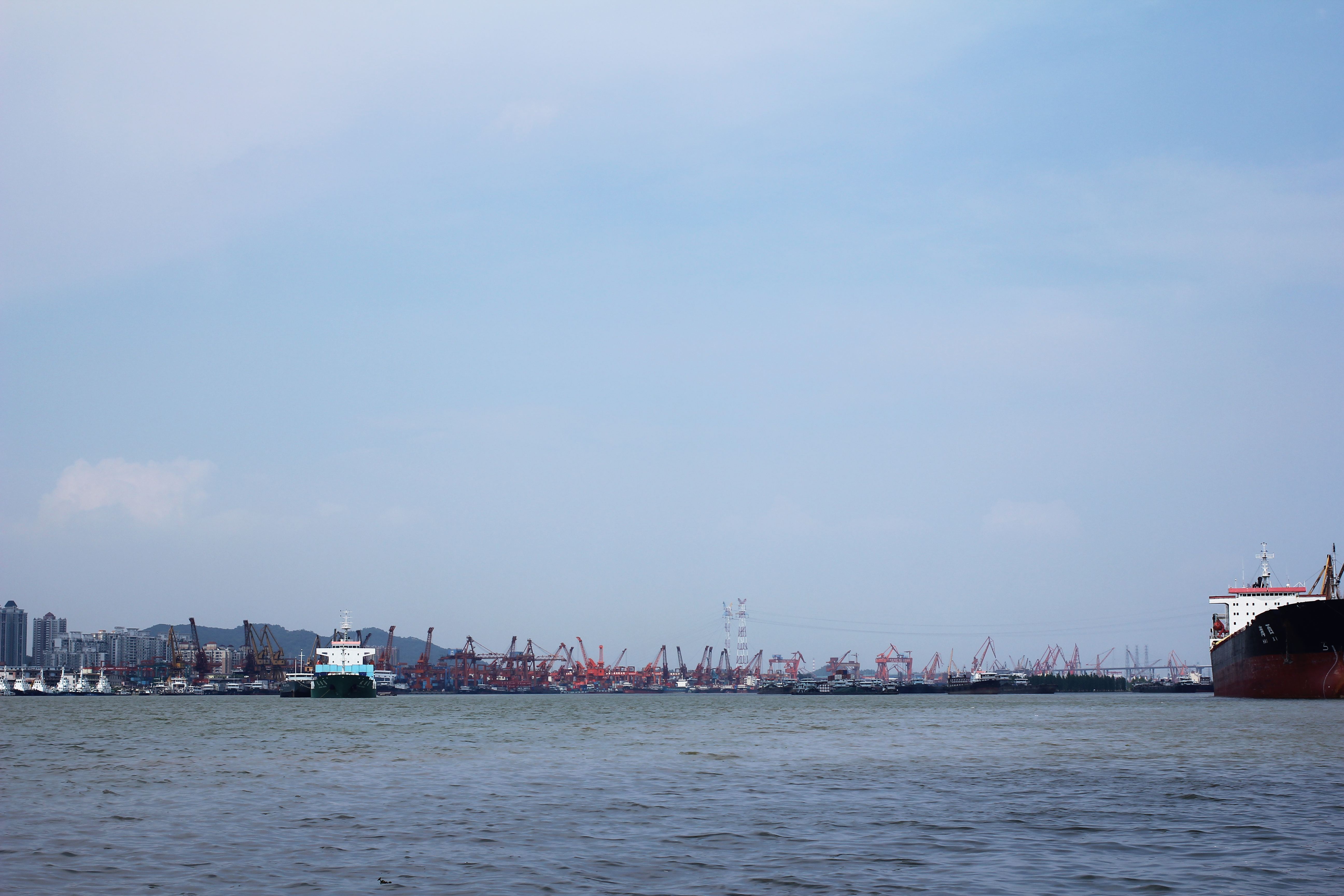
黄埔港码头

黄埔港是一個位于中國廣東省广州市黄埔区、珠江口内北岸的港口。

## 自然条件
港口舊稱扶胥港，港灣形成於7,000－5,000年前的中全新世，地质学上为溺谷灣， 隋唐时期，位于今海珠区的黄埔古港已经是船舶进出广州的外港停泊地。唐代称黄木湾，是天然良港，水深浪静，淡水足，晋代已为广州外港。孙中山所著《建国方略》就提出要在黄埔港建南方大港计划。

## 港口开发

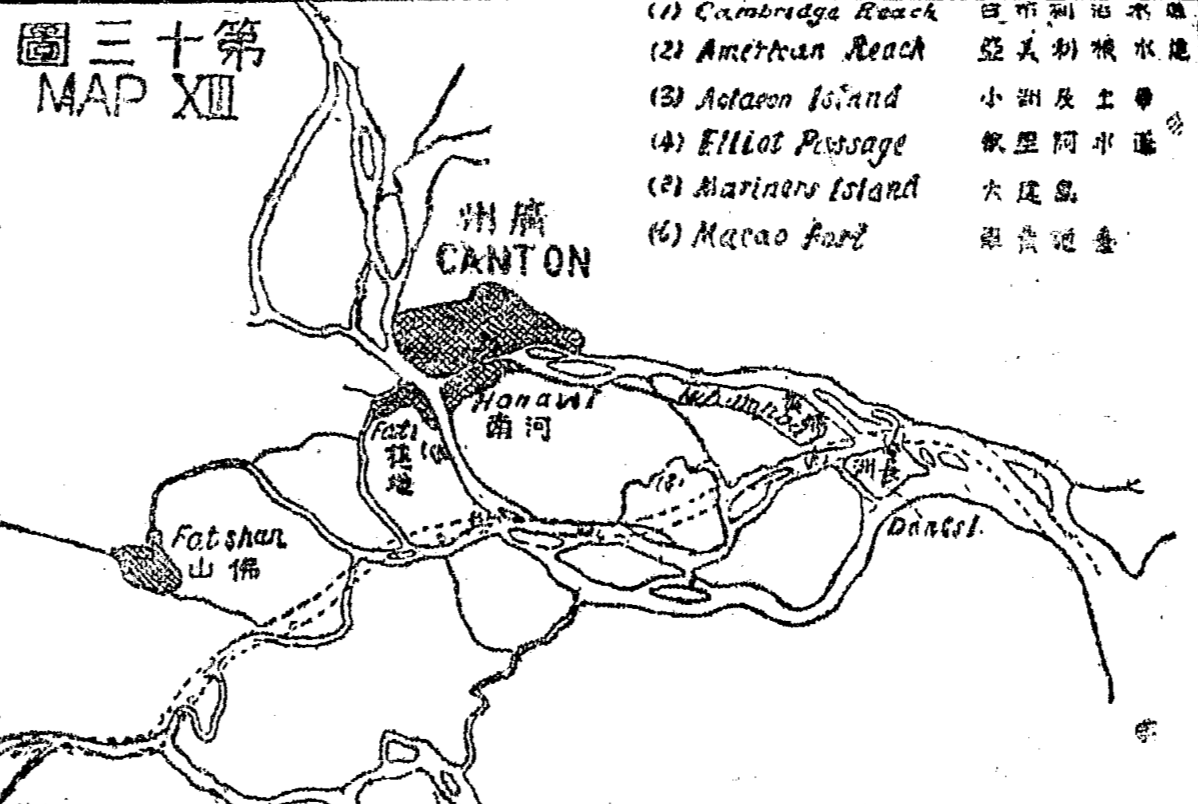
孙中山《实业计划》中的珠江疏浚计划

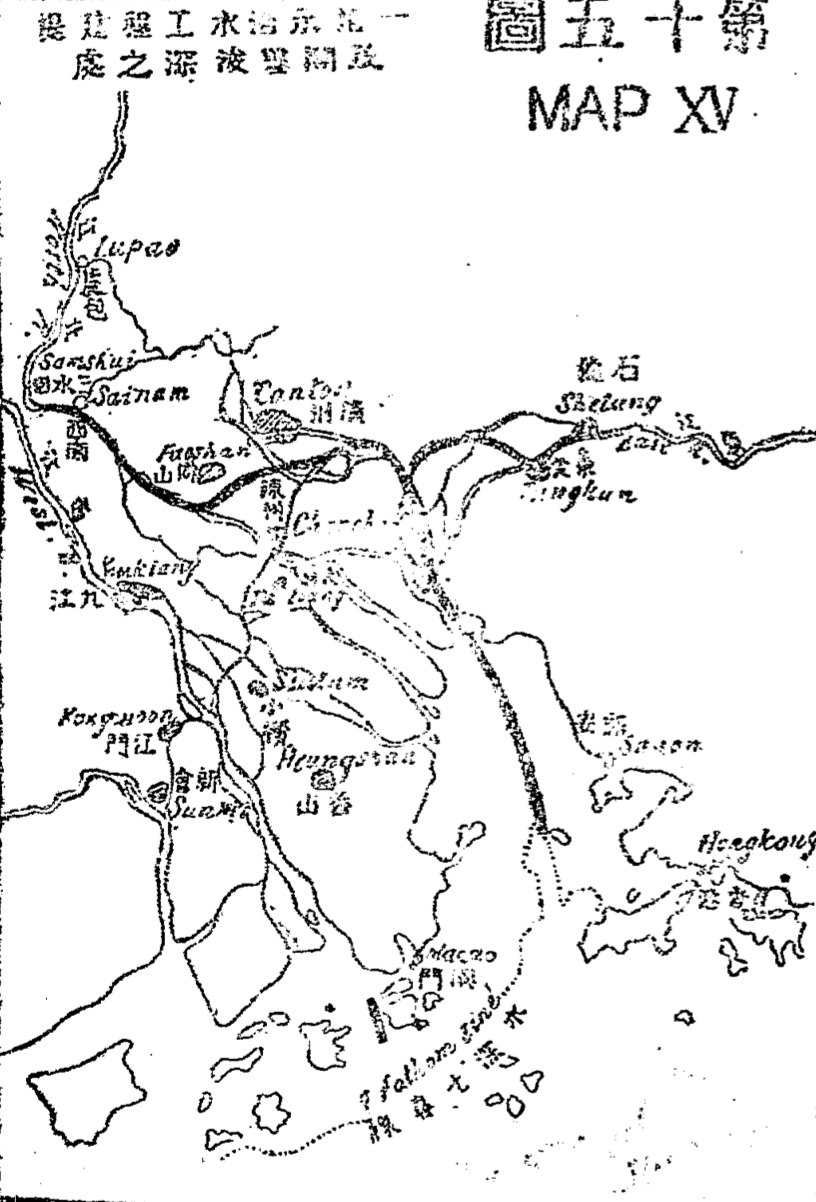
孙中山《实业计划》中的珠江口航道规划

為码头建造計劃開展，南京中央政府于民国25年（1936年）成立黄埔开埠督辦公署，次年（1937年）4月南京方面發行200萬美金公債，為建港籌備資金。到4月8日公署与荷兰治港公司正式簽訂黃埔築港合約，依靠荷兰建港技术，1938年6月建成钢板桩岸码头和木码头，時稱為黃埔新埠。至1948年建成黄埔连接市区的中山公路（现称中山大道）、钢板桩码头、铁路专用线（黄埔铁路支线）及仓库、宿舍、办公楼等辅助设施。
中华人民共和国成立后，经过港区修复、航道疏浚，1950年10月重新开港。随后规模不断扩大、设施不断完善。1961年落成客运站，1973年在墩头东基开辟新港区，1987年12月并入广州港，成立广州港务局。1986年以“黄埔云樯”被评为羊城八景之一。

## 铁路车站
旧港
- 广州地铁：裕丰围站
- 中国铁路：广深铁路黄埔支线（黄埔站）

新港
- 广州地铁：黄埔新港站
- 中国铁路：黄埔新港专用线（新港站）